# Kh-47M2 Kinjal
El Kh-47M2 Kinjal (en rus : Х-47М2 Кинжал, "Daga", denominació OTAN Killjoy) és un míssil balístic hipersònic rus amb capacitat nuclear llançat per aire. Es diu que té un rang de 3.000 km i velocitat Mach 12 (~4km/s. Pot portar ogives convencionals o nuclears i pot ser llançat per bombarders Tu-22M3 o interceptors MiG-31K. S'ha desplegat a bases aèries del districte militar sud i del districte militar occidental de Rússia.
El Kinjal va entrar en servei el desembre de 2017 i va ser una de les sis noves armes estratègiques russes presentades pel president rus Vladimir Putin l'1 de març de 2018.

## Disseny
El míssil està dissenyat per colpejar els vaixells de guerra de l'OTAN que representen una amenaça per als sistemes de míssils estratègics a la Rússia europea i per destruir els sistemes de defensa de míssils de l'OTAN, els vaixells de defensa de míssils balístics i els objectes terrestres propers a les fronteres russes. Suposadament, està dissenyat per superar qualsevol sistema de defensa aèria o de míssils de l'OTAN conegut o planificat, inclòs el MIM-104 Patriot, la Defensa d'Àrea d'Altitud Terminal i el Sistema de Combat Aegis. En lloc d'utilitzar els dissenys més recents de míssils de lliscament hipersònic i scramjet, utilitza la tecnologia estàndard de míssils balístics a major velocitat.
El disseny general del míssil és compartit amb el 9K720 Iskander, amb la secció de guia modificada per a Kinjal. Segons els informes, pot colpejar tant objectius estàtics com mòbils, com ara portaavions.
L'alta velocitat del Kinjal li proporciona una millor penetració de l'objectiu que els míssils de creuer més lleugers i lents. Amb capacitats de maniobra avançades, alta precisió i velocitat hipersònica, algunes fonts li donen el nom de "carrier killer" a causa de la seva suposada capacitat per desactivar i possiblement fins i tot enfonsar un portaavions de 100.000 tones amb un sol cop. Si colpeja amb una massa de 2 tones, incloent 500 kg d'ogiva, i a una velocitat de Mach 12, el Kinzhal té més de 16,9 gigajoules d'energia cinètica (exclosa la detonació), l'equivalent a 4 tones de TNT.
Els mitjans russos afirmen que l'abast del míssil és de 2.000 km quan el porta el MiG-31K i 3.000 km quan el porta el Tu-22M3 quan el radi de combat de l'avió s'afegeix a l'abast del míssil.

## Història operativa
El Kinjal va entrar en servei el desembre de 2017 i va ser una de les sis noves armes estratègiques russes presentades pel president rus Vladimir Putin l'1 de març de 2018.
El maig de 2018, deu MiG-31K capaços d'utilitzar míssils Kinjal estaven en servei de combat experimental i preparats per ser desplegats. Al desembre de 2018, avions armats amb míssils Kinzhal havien realitzat 89 sortides sobre el mar Negre i el mar Caspi.
Al febrer de 2019, les tripulacions dels portadors de míssils MiG-31K Kinjal havien realitzat més de 380 sortides d'entrenament amb el míssil, de les quals almenys 70 havien fet servir l'abastament en vol. L'arma va fer el seu debut públic durant el concurs internacional Aviadarts l'agost de 2019.
Segons TASS, el primer llançament de Kinjal a l'Àrtida va tenir lloc a mitjans de novembre de 2019. El llançament va ser realitzat per un MiG-31K des de la base aèria d'Olenya. El míssil va colpejar un objectiu terrestre al camp de proves "Pemboy", aconseguint una velocitat de Mach 10. El juny de 2021, un míssil Kinjal va ser llançat per un MiG-31K des de la base aèria de Khmeimim sobre un objectiu terrestre a Síria. El 2021 es va formar un regiment d'aviació separat que està armat amb avions MiG-31K amb el míssil hipersònic Kinjal.
Els rumors a principis de febrer de 2022 van suggerir que diversos interceptors MiG-31 armats amb míssils Kinjal van ser enviats des de la base aèria de Soltsy, oblast de Novgorod, fins a la base aèria naval de Txernyakhovsk a l'exclavament occidental de Kaliningrad a Rússia. La Força Aeroespacial de Rússia va llançar míssils Kinjal el 19 de febrer de 2022.
Durant la invasió russa d'Ucraïna el 2022, l'exèrcit rus va dir que va utilitzar míssils Kinjal per destruir un suposat dipòsit d'armes subterrani de les forces armades ucraïneses a Deliatyn el 18 de març de 2022 i un dipòsit de combustible a Konstantinovka l'endemà. El president dels Estats Units, Joe Biden, va dir del seu ús: "Com tots sabeu, és una arma conseqüent però amb la mateixa ogiva que qualsevol altre míssil llançat. No és tant diferent, tret que és gairebé impossible aturar-ho."
S'ha informat que es va tornar a utilitzar l'11 d'abril. El 9 de maig, segons els informes, els avions russos Tu-22 van llançar tres míssils tipus Kinjal contra objectius a la ciutat portuària d'Odesa.
Tres avions de caça MiG-31K amb míssils hipersònics Kinjal es van tornar a desplegar a l'aeròdrom de Chkalovsk a la regió de Kaliningrad el 18 d'agost de 2022.
Segons informes no confirmats, un MiG-31 rus que es pensava que portava un míssil Kinjal es va estavellar en l'enlairament des d'una base aèria a Belbek, Crimea, l'1 d'octubre de 2022. El navegant va aconseguir expulsar-se, però el pilot va morir.
El 26 de gener de 2023, segons la Força Aèria d'Ucraïna, 55 míssils i 24 drons Shahed-136 van ser disparats contra objectius a Ucraïna. La Força Aèria d'Ucraïna va dir que havien abatut tots els drons i 47 dels míssils. En l'atac hi havia un míssil hipersònic Kh-47 Kinjal. L'alcalde de Kíev va dir que una persona havia mort i dues van resultar ferides quan un bloc d'apartaments va ser impactat al districte de Holosiiv.
El 9 de març de 2023 es va disparar un bombardeig de 84 míssils, inclosos sis Kinjals, contra ciutats ucraïneses, el seu major ús fins ara. Ucraïna no té cap manera d'aturar Kinjals. No se sap si el sistema de míssils Patriot pot aturar aquests míssils.

## Operadors
Rússia
- Forces aeroespacials russes[38]